# Јоахим Фриче
Јоахим Фриче (28. октобар 1951) бивши је источнонемачки фудбалер. 

## Биографија
Фриче је током каријере играо за источнонемачке прволигаше Локомотиву из Лајпцига и БСГ Хеми Лајпциг. Са Локомотивом је освојио два купа Источне Немачке, 1976 и 1981. године.
За репрезентацију Источне Немачке је одиграо 14 утакмица. Учествовао је на ФИФА Светском првенству 1974. године у Западној Немачкој.

## Успеси

### Клуб
Локомотива Лајпциг
- Куп Источне Немачке: 1976, 1981.